# Viking Fotballklubb 2010
Questa voce raccoglie le informazioni riguardanti il Viking Fotballklubb nelle competizioni ufficiali della stagione 2010.

## Maglie e sponsor
Lo sponsor tecnico per la stagione 2010 fu Adidas, mentre lo sponsor ufficiale fu Lyse. La divisa casalinga fu composta da una maglietta blu con inserti bianchi, pantaloncini e calzettoni bianchi. La divisa da trasferta fu invece composta da una maglietta bianca, con pantaloncini blu e calzettoni bianchi.
| Casa | Trasferta |

## Rosa
| N. |                     | Ruolo | Calciatore              |
| -- | ------------------- | ----- | ----------------------- |
| 1  | Norvegia (bandiera) | P     | Rune Almenning Jarstein |
| 2  | Norvegia (bandiera) | D     | Trond Erik Bertelsen    |
| 3  | Norvegia (bandiera) | D     | Børre Steenslid         |
| 5  | Islanda (bandiera)  | C     | Stefán Gíslason         |
| 6  | Norvegia (bandiera) | D     | Håkon Skogseid          |
| 7  | Norvegia (bandiera) | C     | Tomasz Sokolowski       |
| 8  | Norvegia (bandiera) | C     | Vidar Nisja             |
| 9  | Svezia (bandiera)   | A     | Patrik Ingelsten        |
| 10 | Norvegia (bandiera) | A     | Alexander Ødegaard      |
| 11 | Norvegia (bandiera) | A     | Joakim Austnes          |
| 12 | Norvegia (bandiera) | P     | Roy Dyrdal              |
| 12 | Estonia (bandiera)  | P     | Artur Kotenko           |
| 13 | Norvegia (bandiera) | C     | Christian Landu Landu   |
| 14 | Norvegia (bandiera) | C     | André Danielsen         |

| N. |                      | Ruolo | Calciatore              |
| -- | -------------------- | ----- | ----------------------- |
| 15 | Norvegia (bandiera)  | A     | Erik Nevland            |
| 16 | Rep. Ceca (bandiera) | A     | Martin Fillo            |
| 17 | Finlandia (bandiera) | D     | Toni Kallio             |
| 18 | Norvegia (bandiera)  | C     | Andreas Ulland Andersen |
| 19 | Norvegia (bandiera)  | A     | Tommy Høiland           |
| 20 | Islanda (bandiera)   | D     | Indriði Sigurðsson      |
| 21 | Islanda (bandiera)   | C     | Birkir Bjarnason        |
| 22 | Norvegia (bandiera)  | C     | Valon Berisha           |
| 23 | Norvegia (bandiera)  | A     | Ole Marius Aasen        |
| 24 | Norvegia (bandiera)  | P     | Arild Østbø             |
| 25 | Serbia (bandiera)    | D     | Gojko Ivković           |
| 26 | Norvegia (bandiera)  | C     | Yann-Erik de Lanlay     |
| 28 | Norvegia (bandiera)  | D     | Jørgen Horn             |
| 30 | Norvegia (bandiera)  | D     | Lars Marvik             |

## Calciomercato

### Sessione invernale(dal 01/01 al 31/03)
| Arrivi | Arrivi                  | Arrivi     | Arrivi     |
| R.     | Nome                    | da         | Modalità   |
| ------ | ----------------------- | ---------- | ---------- |
| P      | Rune Almenning Jarstein | Rosenborg  | definitivo |
| C      | Stefán Gíslason         | Brøndby    | prestito   |
| A      | Valon Berisha           | Egersund   | definitivo |
| A      | Patrik Ingelsten        | Heerenveen | definitivo |

| Partenze | Partenze        | Partenze     | Partenze   |
| R.       | Nome            | a            | Modalità   |
| -------- | --------------- | ------------ | ---------- |
| P        | Thomas Myhre    |              | svincolato |
| D        | Vegard Aanestad | Sandnes Ulf  | definitivo |
| D        | Thomas Pereira  |              | ritiro     |
| C        | Jone Samuelsen  | Odd Grenland | definitivo |
| A        | Peter Ijeh      | Syrianska    | definitivo |
| A        | Mame Niang      | Kongsvinger  | definitivo |

### Sessione estiva(dal 01/08 al 31/08)
| Arrivi | Arrivi       | Arrivi      | Arrivi        |
| R.     | Nome         | da          | Modalità      |
| ------ | ------------ | ----------- | ------------- |
| P      | Arild Østbø  | Sandnes Ulf | fine prestito |
| D      | Toni Kallio  | Fulham      | definitivo    |
| A      | Erik Nevland | Fulham      | definitivo    |

| Partenze | Partenze                | Partenze    | Partenze   |
| R.       | Nome                    | a           | Modalità   |
| -------- | ----------------------- | ----------- | ---------- |
| P        | Artur Kotenko           | AEP Paphos  | definitivo |
| C        | Andreas Ulland Andersen | Sandnes Ulf | prestito   |

## Risultati

### Campionato

#### Girone di andata
| Arbitro: | Berntsen (Vang) |

|             |           |  |
| Moa 2’, 33’ | Marcatori |  |

| Arbitro: | Øvrebø (Oslo) |

|                                                   |           |  |
| Ingelsten 8’ Nisja 20’ Ødegaard 40’ Bjarnason 60’ | Marcatori |  |

| Arbitro: | Hagen (Grue) |

|                                 |           |               |
| Berget 56’ Steenslid 70’ (aut.) | Marcatori | 42’ Ingelsten |

| Stavanger 5 aprile 2010, ore 18:00 4ª giornata | Viking               | 0 – 0 referto | Lillestrøm | Viking Stadion (12.463 spett.)\| Arbitro: \| Skjerven (Kaupanger) \| |
| Arbitro:                                       | Skjerven (Kaupanger) |               |            |                                                                      |

| Arbitro: | Sandmoen |

|                                   |           |               |
| Aarøy 20’, 24’ Herrera 41’ (rig.) | Marcatori | 51’ Ingelsten |

| Arbitro: | Olsen (Kristiansand) |

|              |           |            |
| Gíslason 74’ | Marcatori | 43’ Mourad |

| Arbitro: | Hagen (Grue) |

|  |           |                      |
|  | Marcatori | 47’ (rig.) Ingelsten |

| Arbitro: | Staberg (Harstad) |

|                         |           |  |
| Nisja 19’ Danielsen 49’ | Marcatori |  |

| Arbitro: | Berntsen (Vang) |

|               |           |  |
| Bjarnason 44’ | Marcatori |  |

| Arbitro: | Øvrebø (Oslo) |

|                                                         |           |              |
| Ingelsten 42’ Sigurðsson 60’ Bjarnason 75’ Skogseid 80’ | Marcatori | 7’ Skjølsvik |

| Sandefjord 16 maggio 2010, ore 18:00 12ª giornata | Sandefjord     | 0 – 0 referto | Viking | Komplett.no Arena (5.724 spett.)\| Arbitro: \| Hauge (Bergen) \| |
| Arbitro:                                          | Hauge (Bergen) |               |        |                                                                  |

| Arbitro: | Olsen (Kristiansand) |

|               |           |                        |
| Ingelsten 21’ | Marcatori | 39’ Lustig 90’ Iversen |

#### Girone di ritorno
| Arbitro: | Johansen (Brevik) |

|                   |           |                            |
| Tømmernes 7’, 57’ | Marcatori | 72’, 76’ Høiland 82’ Nisja |

| Arbitro: | Sandmoen (Kjelsås) |

|                                               |           |  |
| Ødegaard 22’ Steenslid 36’ Ingelsten 86’, 90’ | Marcatori |  |

| Arbitro: | Berntsen (Vang) |

|                                            |           |  |
| Andreassen 5’, 45’ Sørensen 37’ Đurđić 45’ | Marcatori |  |

| Stavanger 1º agosto 2010, ore 18:00 19ª giornata | Viking               | 0 – 0 referto | Sandefjord | Viking Stadion (11.202 spett.)\| Arbitro: \| Olsen (Kristiansund) \| |
| Arbitro:                                         | Olsen (Kristiansund) |               |            |                                                                      |

| Arbitro: | Døvle (Larvik) |

|               |           |                           |
| Fall 56’, 68’ | Marcatori | 46’ Nevland 60’ Danielsen |

| Arbitro: | Edvartsen (Hamar) |

|                                         |           |                                             |
| Bakke 35’ Moen 55’ Bertelsen 81’ (aut.) | Marcatori | 4’ Høiland 12’ (rig.) Danielsen 57’ Nevland |

| Arbitro: | Øvrebø (Oslo) |

|              |           |               |
| Jamtfall 58’ | Marcatori | 71’ Bjarnason |

| Arbitro: | Staberg (Harstad) |

|                                         |           |                                           |
| Nevland 12’ Danielsen 49’ Bjarnason 72’ | Marcatori | 8’ Singh 44’ Shelton 61’ Fellah 64’ Berre |

| Arbitro: | Helgerud (Lier) |

|                   |           |  |
| Mourad 90’ (rig.) | Marcatori |  |

| Arbitro: | Sandmoen |

|                            |           |              |
| Fillo 35’, 83’ Nevland 45’ | Marcatori | 23’ Storflor |

| Arbitro: | Olsen (Kristiansand) |

|             |           |                              |
| Nevland 90’ | Marcatori | 36’, 84’ Aarøy 56’ Barrantes |

| Arbitro: | Edvartsen (Hamar) |

|             |           |             |
| Sundgot 81’ | Marcatori | 40’ Berisha |